# Microprocessori AMD
Lista di microprocessori prodotti da AMD:

## Modelli

### Architetture AMD degli inizi

#### Serie Am2900 (1975-1987)
- Am2901 4-bit-slice ALU
  - Am2902 Look-Ahead Carry Generator
  - Am2903 4-bit-slice ALU, with hardware multiply
  - Am2904 Status e Shift Control Unit
  - Am2905 Bus Transceiver
  - Am2906 Bus Transceiver with Parity
  - Am2907 Bus Transceiver with Parity
  - Am2908 Bus Transceiver with Parity
  - Am2909 4-bit-slice address sequencer
  - Am2910 12-bit address sequencer
  - Am2911 4-bit-slice address sequencer
  - Am2912 Bus Transceiver
  - Am2913 Priority Interrupt Expeer
  - Am2914 Priority Interrupt Controller

#### Serie 29000 (1987-1995)
- AMD 29000 (Chiamato anche 29K)
  - AMD 29027 FPU
  - AMD 29030
  - AMD 29050 con FPU integrata
  - AMD 292xx processore embedded

### Processori con architettura non-x86

#### Processori a 8 bit costruiti sotto contratto con Intel (1974-1979)
Am9080 (secondo fornitore dell'Intel 8080)

#### Signetics (1974)
- Am29X305 (secondo fornitore del Signetics 8X305)

#### Processori Opteron basati su ARM (2016)
AMD Opteron A1100 Series

### Processori con architettura x86

#### Processori a 16 bit costruiti sotto contratto con Intel (1979-1991)
- 8086
- 8088
- Am286

#### Serie Amx86 (1991–95)
- Am386 (1991)
- Am486 (1993)
- Am5x86 (1995)

#### Architettura K5 (1995)
- AMD K5 (SSA5/5k86)

#### Architettura K6 (1997–2001)
- AMD K6 (NX686/Little Foot) (1997)
- AMD K6-2 (Chompers/CXT)
  - AMD K6-2-P (Mobile K6-2)
- AMD K6-III (Sharptooth)
  - AMD K6-III-P
- AMD K6-2+
- AMD K6-III+

#### Architettura K7 (1999–2005)
- Athlon (Slot A) (Argon, Pluto/Orion, Thunderbird) (1999)
- Athlon (Socket A) (Thunderbird) (2000)
- Duron (Spitfire, Morgan, Applebred) (2000)
- Athlon MP (Palomino, Thoroughbred, Barton, Thorton) (2001)
- Mobile Athlon 4 (Corvette/Mobile Palomino) (2001)
- Athlon XP (Palomino, Thoroughbred (A/B), Barton, Thorton) (2001)
- Mobile Athlon XP (Mobile Palomino) (2002)
- Mobile Duron (Camaro/Mobile Morgan) (2002)
- Sempron (Thoroughbred, Thorton, Barton) (2004)
- Mobile Sempron

### Processori con architettura x86-64

#### Architettura K8 (2003–2014)
Serie K8
- Opteron (SledgeHammer) (2003)
- Athlon 64 FX (SledgeHammer) (2003)
- Athlon 64 (ClawHammer/Newcastle) (2003)
- Mobile Athlon 64 (Newcastle) (2004)
- Athlon XP-M (Dublin) (2004) Note: AMD64 disabilitato
- Sempron (Paris) (2004) Note: AMD64 disabilitato
- Athlon 64 (Winchester) (2004)
- Turion 64 (Lancaster) (2005)
- Athlon 64 FX (San Diego) (prima metà del 2005)
- Athlon 64 (San Diego/Venice) (prima metà del 2005)
- Sempron (Palermo) (prima metà del 2005)
- Athlon 64 X2 (Manchester) (prima metà del 2005)
- Athlon 64 X2 (Toledo) (prima metà del 2005)
- Athlon 64 FX (Toledo) (seconda metà del 2005)
- Turion 64 X2 (Taylor) (prima metà del 2006)
- Athlon 64 X2 (Windsor) (prima metà del 2006)
- Athlon 64 FX (Windsor) (prima metà del 2006)
- Athlon 64 X2 (Brisbane) (seconda metà del 2006)
- Athlon 64 (Orleans) (seconda metà del 2006)
- Sempron (Manila) (prima metà del 2006)
- Sempron (Sparta)
- Opteron (Santa Rosa)
- Opteron (Santa Ana)
- Mobile Sempron

#### Architettura K10 (2007–2013)
CPU della serie K10 (2007–2013)
- Phenom e Phenom II
  - Opteron (Barcelona) (10 settembre 2007)
  - Phenom FX (Agena FX) (Q1 2008)
  - Phenom X4 (serie 9) (Agena) (19 novembre 2007[1])
  - Phenom X3 (serie 8) (Toliman) (aprile 2008[2])
  - Athlon serie 6 (Kuma) (febbraio 2007[3])
  - Athlon 4-series (Kuma) (2008)
  - Athlon X2 (Rana) (Q4 2007)
  - Sempron (Spica)
  - Opteron (Budapest)
  - Opteron (Shanghai)
  - Opteron (Magny-Cours)
  - Phenom II (X4 l'8 gennaio 2009, X6 il 27 aprile 2010)
  - Athlon II
  - Turion II (Caspian)

APU della serie K10 (2011–2012)
- Llano AMD Fusion (core K10 + GPU di classe Redwood) (lanciata nel Q2 2011, è la prima vera APU di AMD) utilizza il socket FM1

#### Architettura Bulldozer; Bulldozer, Piledriver, Steamroller, Excavator (2011–2017)
CPU della serie Bulldozer
- AMD FX
  - Zambezi (core Bulldozer) (Q4 2011)
  - Vishera (core Piledriver) (Q4 2012)
- Opteron
  - Interlagos Opteron (core Bulldozer) (Q4 2011)
- AMD Fusion
  - Kaveri (core Steamroller) (Q1 2014)
  - Carrizo (core Excavator) (2015)
  - Bristol Ridge (il core Excavator supporta le DDR4) (2016) (mentre Stoney Ridge implementa l'architettura Zen microarchitettura ma utilizza lo stesso socket).

#### Architettura a basso consumo; Bobcat, Jaguar, Puma (2011–presente)
- APU della serie Bobcat (2011–):
  - Ontario (core Bobcat + GPU di classe Cedar) (lanciata nel Q1 2011)
  - Zacate (core Bobcat + GPU di classe Cedar) (lanciata nel Q1 2011)
  - APU della serie Jaguar (2013–)
    - Kabini (computer portatili)
    - Temash (tablet)
    - Kyoto (micro-server)
    - Serie G (embedded)

  - APU della serie Puma (2014–)
    - Beema (computer portatili)
    - Mullins (tablet)

#### Architettura Zen (2017–presente)
Le CPU e alcune APU basate su Zen utilizzano il nome "Ryzen", mentre alcune APU utilizzano "Athlon"
CPU e APU della serie Zen (rilasciate nel 2017)
- Summit Ridge Ryzen serie 1000 (desktop)
- Whitehaven Ryzen Threadripper serie 1000 (desktop)
- Raven Ridge APU Ryzen serie 2000 con la Vega RX (desktop e computer portatili)
- Naples EPYC (server)

CPU e APU della serie Zen+ (rilasciate nel 2018)
- Pinnacle Ridge Ryzen serie 2000 (desktop)
- Colfax Ryzen Threadripper serie 2000 (desktop)
- Picasso APU Ryzen serie 3000 con la Vega RX (desktop e computer portatili)

CPU e APU della serie Zen 2 (rilasciate nel 2019)
- Matisse Ryzen 3000 series (desktop)
- Castle Peak Ryzen Threadripper serie 3000 (desktop)
- Renoir APU Ryzen serie 4000 con la Vega RX (desktop e computer portatili)
- Rome EPYC (server)

CPU e APU della serie Zen 3 (rilasciate nel 2020)
- Vermeer Ryzen serie 5000 (desktop)
- Raphael Ryzen serie 5000 (mobile)

CPU e APU della serie Zen 3+ (in arrivo)
Nel corso della conferenza CES 2022, AMD ha annunciato lo sviluppo dei processori Ryzen serie 6000.